# Guy Savoy
Guy Savoy (Nevers, 24 de julho de 1953) é um famoso chef francês. Desde 2002, o Restaurant Guy Savoy, situado em 11 quai de Conti no 6º distrito de Paris, tem três estrelas no Guia Michelin.

## Biografia
Em 1955, os seus pais mudaram-se para Bourgoin-Jallieu, uma cidade em Isère, onde o seu pai era jardineiro e a sua mãe tinha um pequeno restaurante de refeições rápidas que ela transformou num restaurante. Após três anos de aprendizagem com os irmãos Troisgros e várias experiências em restaurantes de prestígio, abriu o seu próprio restaurante na rue Duret em Paris, em 1980, para o qual obteve duas estrelas Michelin em 1985.
Obteve a sua terceira estrela em 2002. Em 2017, 2018, 2019 e 2020, o seu restaurante situado em 11 quai de Conti foi nomeado pela La Liste como o «Melhor Restaurante do Mundo».
É casado com Danielle Savoy e tem dois filhos: Caroline (nascida a 21 de janeiro de 1978) e Franck (nascido a 4 de junho de 1979).
Gordon Ramsay, formado por Guy Savoy, descreve-o como o seu mentor culinário.
Em 2007, emprestou a sua voz ao personagem Horst em Ratatouille (versão francesa), um filme do estúdio de animação Pixar, que foi lançado em agosto de 2007.
É um administrador da Missão Francesa de Património e Culturas Alimentares, responsável pelo pedido de inclusão da refeição gastronómica francesa na Lista do Património Cultural Imaterial da UNESCO.
Em 2017 e 2018, foi membro do júri mundial do Prix Versailles.

## Restaurantes
Principais restaurantes
- Restaurant Guy Savoy – 11 quai de Conti, 6º distrito de Paris (França)
- Restaurant Guy Savoy – Caesars Palace, Las Vegas (Estados Unidos)

Outros
- Restaurante churrasqueira Atelier Maître Albert – 5º distrito de Paris (França)
- Restaurante Supu Ramen – 6º distrito de Paris (França)
- Restaurante Le Chiberta – 8º distrito de Paris (França)

## Prémios e distinções
Guy Savoy recebeu a Legião de Honra em 2008.
Em 2018, foi o vencedor do Prix du Rayonnement gastronomique français.
O Restaurant Guy Savoy em Paris recebeu três estrelas no Guia Michelin em 2002.
Em 2020, foi nomeado «Melhor Restaurante do Mundo» pelo quarto ano consecutivo pela La Liste. Tem cinco Toques no Gault Millau, três Pratos no Guia Pudlowski, e está classificado entre as «Melhores Mesas de Paris» no Guia Lebey.
O Restaurant Guy Savoy em Las Vegas recebeu duas estrelas Michelin, o AAA Five Diamond Award, o Five Star Award da Forbes e o Grande Prémio Wine Spectator.